# Expocentre

Expocentre, 2018.

Expocentre – moskiewska firma wystawiennicza o światowym zasięgu założona w 1959 roku.
Expocentre jest organizatorem międzynarodowych wystaw i kongresów w Rosji, WNP i Europy Wschodniej oraz wystaw krajowych Rosji na Wystawach Światowych Expo.